# Arbia
Der Arbia ist ein Fluss mit ca. 57 km Länge in der Region Toskana in Italien, der bei Buonconvento in den Ombrone mündet.

## Verlauf
Der Fluss entspringt im Chianti am Poggio Cavallari zwischen den Gemeinden Castellina in Chianti und Radda in Chianti, Provinz Siena, ca. 15 km nordwestlich von Siena.
Nach den Quellgemeinden Castellina in Chianti und Radda in Chianti, kurz auch Gaiole in Chianti berührend, fließt er südlich zur Gemeinde Castelnuovo Berardenga, wo er 12 km verbleibt und den Ortsteil Pianella bei 226 Höhenmetern passiert, danach durchquert er die westlichen Ortsteile von Siena (insgesamt 9 km), unterfließt die Schnellstraße Raccordo Siena–Bettolle (SS 73 als Teil der Europastraße 78) und fungiert als Grenzfluss zwischen Taverne d’Arbia (Siena) und Arbia (Ortsteil von Asciano) bei 185 m s.l.m.. Er unterläuft die Bahnstrecke Siena–Chiusi/Chianciano Terme und kurz nach Taverne fließt von rechts kommend der Bozzone zu. Ab Isola d’Arbia (Siena, 176 m s.l.m.) verläuft er parallel zur Via Francigena (hier verlaufsgleich mit der Via Cassia als Staatsstraße SS 2), und weiter nach Süden fließend, erreicht er Monteroni d’Arbia, dessen Ortsgebiet er auf insgesamt 13 km durchzieht. Hier trifft er zunächst auf den Ortsteil Ponte a Tressa (172 m s.l.m.), wo der Tressa von rechts eintritt. Danach erreicht er den Hauptort Monteroni und fließt weiter nach Ponte d’Arbia (Ortsteil von Monteroni, 151 m s.l.m.), wo von rechts der Sorra hinzukommt. Danach unterfließt er die Bahnstrecke Siena–Grosseto nördlich von Buonconvento (8 km, 147 m s.l.m.), wo er sich dann wenige Meter westlich des Ortszentrums dem Ombrone als rechter Nebenfluss anschließt.
Der Fluss ist namensgebend für die Gemeinde Monteroni d’Arbia, deren Ortsteile Lucignano d’Arbia und Ponte d’Arbia, für den Ortsteil Arbia der Gemeinde Asciano sowie für drei Stadtteile von Siena (Isola d’Arbia, Taverne d’Arbia und Vico d’Arbia).

## Der Arbia in der Literatur
Der Arbia wurde von Dante Alighieri im Inferno seiner Göttlichen Komödie (Hölle, 10. Gesang, 85–87) erwähnt.
- Lo strazio e ’l grande scempio, che fece l’Arbia colorata in rosso, tal orazion fa far nel nostro tempio
- dt. in der Übersetzung von Carl Streckfuß: Ich sprach: Das große Morden ist’s, das Blut, Das rothgefärbt der Arbia klare Wogen, Das eu’r Geschlecht mit solchem Fluch belud[5] (Die blutrote Arbia bezieht sich auf die Schlacht bei Montaperti nahe der heutigen Gemeinde Castelnuovo Berardegna 1260)

## Bilder

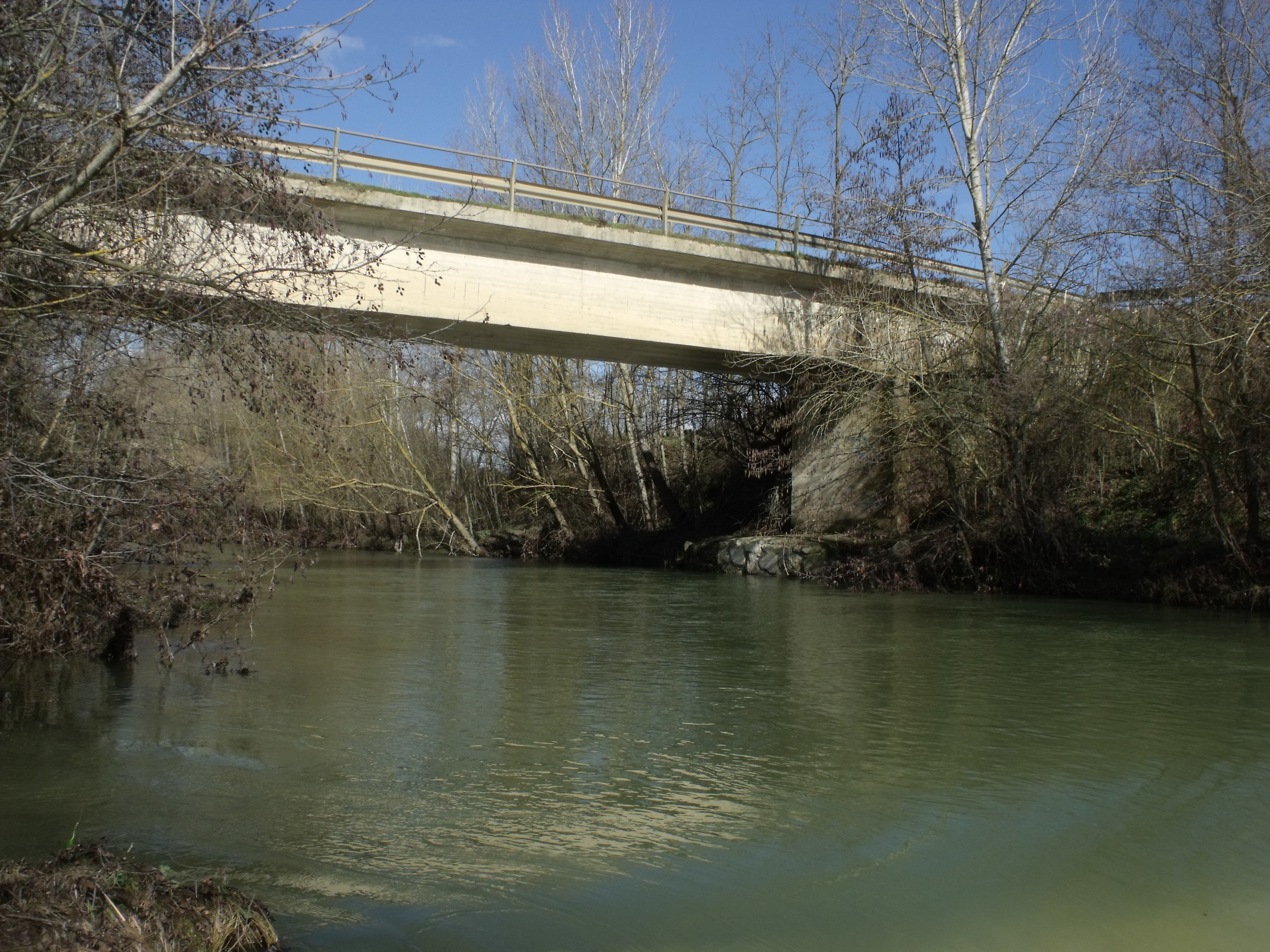
Der Arbia zwischen Vico d’Arbia (Siena) und Montaperti (Castelnuovo Berardenga)
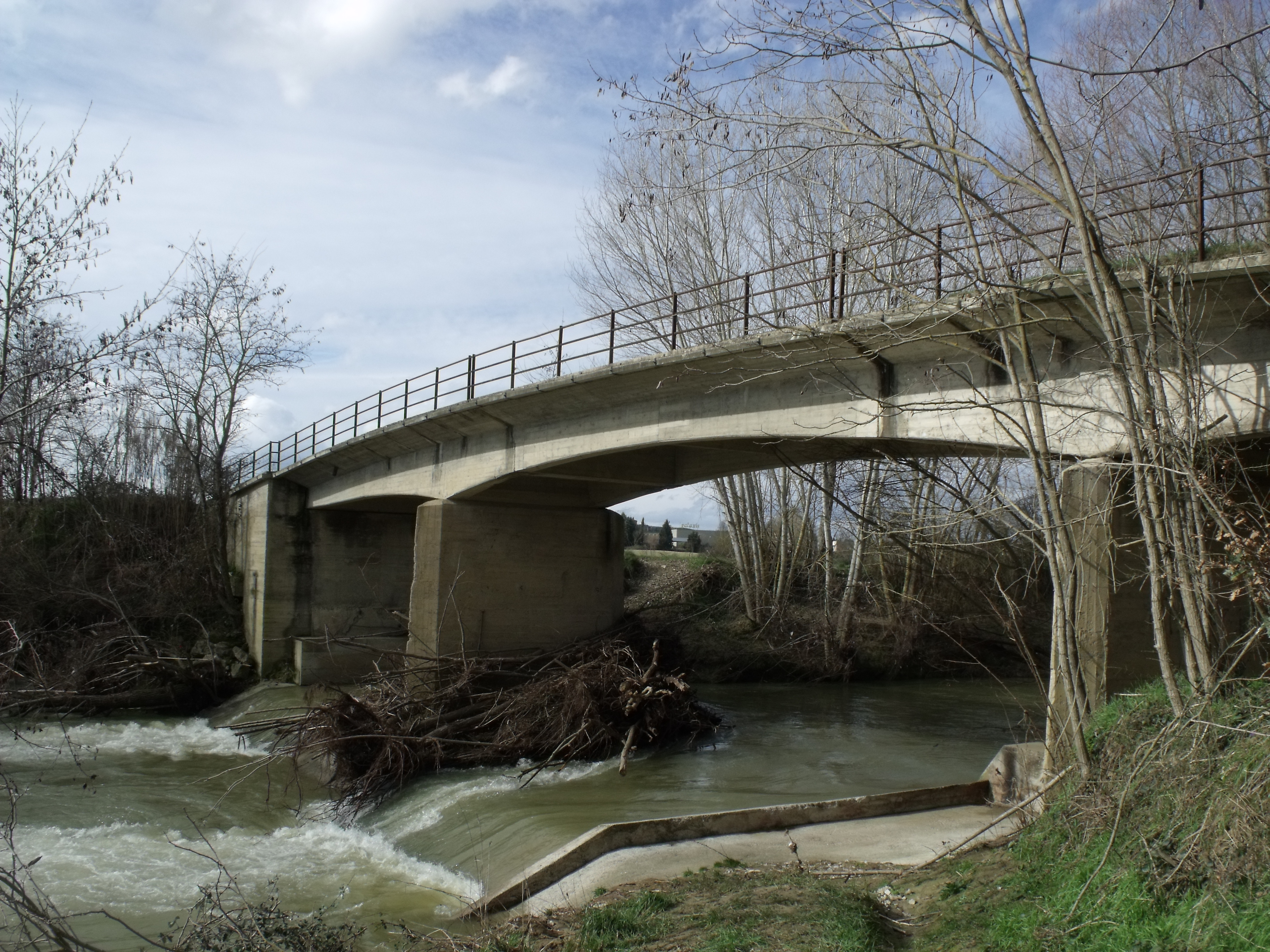
Der Arbia zwischen Isola d’Arbia (Siena) und Salteano (Asciano)
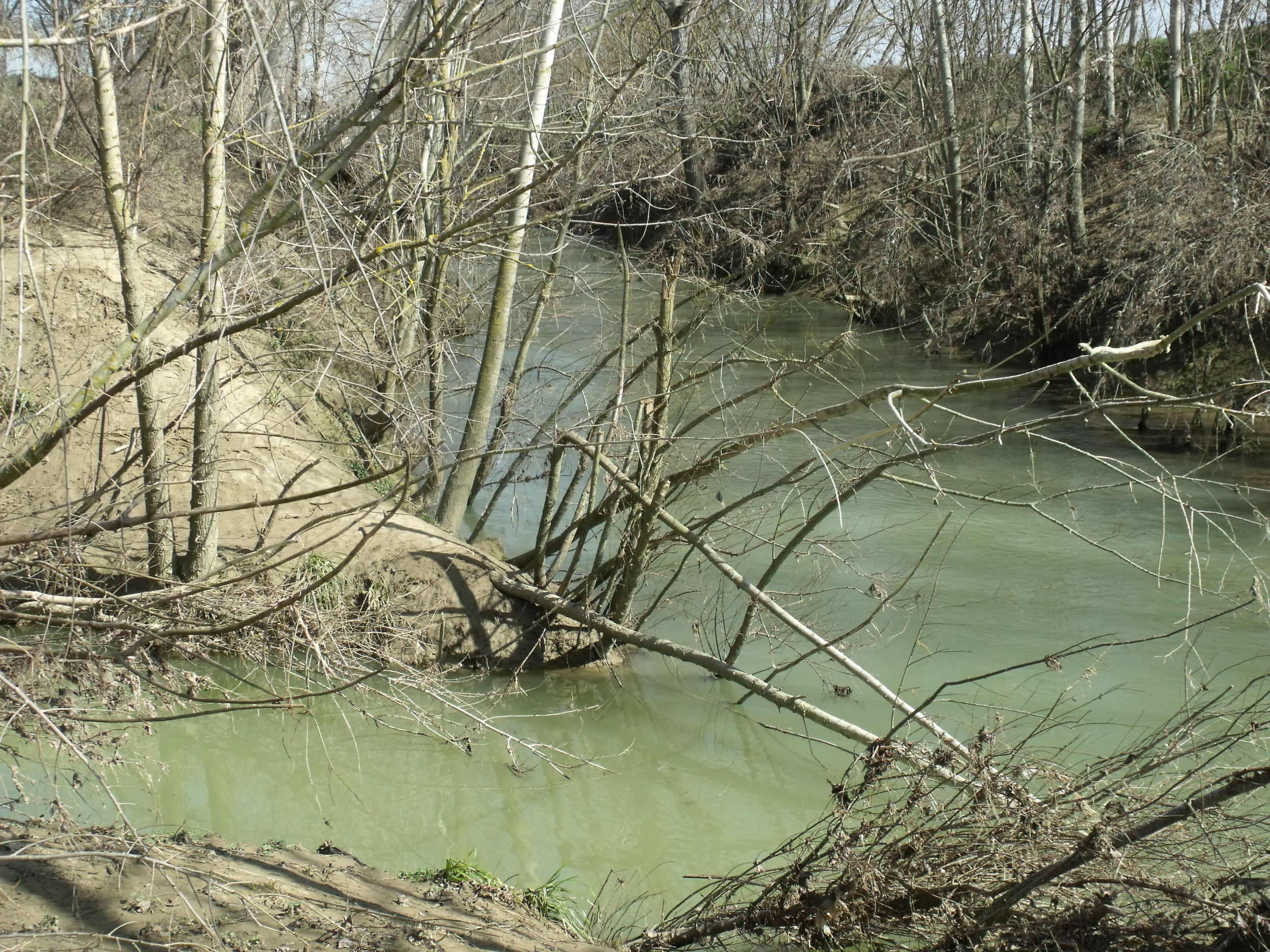
Der Zufluss des Sorra in den Arbia bei Ponte d’Arbia
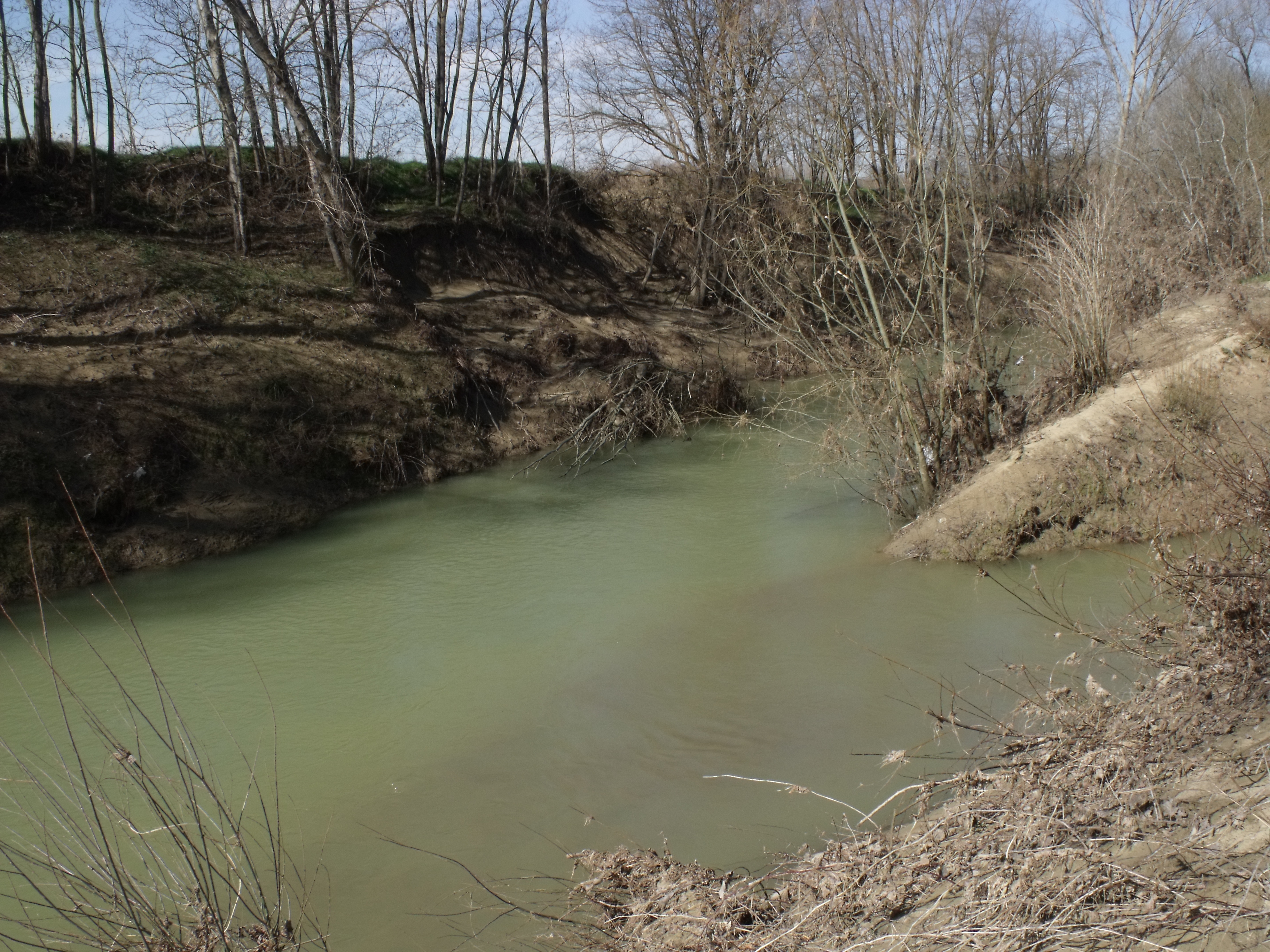
Die Mündung der Arbia in den Ombrone bei Buonconvento